# Pädiatrie

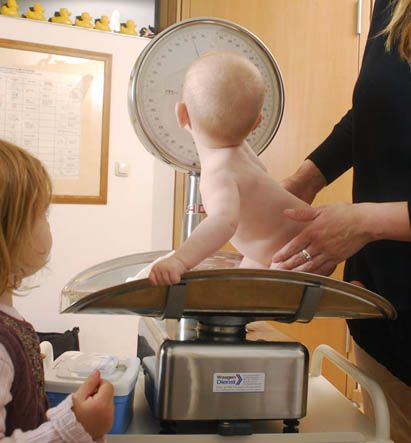
Wiegen im Rahmen der Früherkennung

Die Pädiatrie oder Kinderheilkunde ist die Lehre von der Entwicklung des kindlichen und jugendlichen Organismus, seinen Erkrankungen sowie deren Behandlung und Vorbeugung. Eingeführt wurde der Begriff Pädiatrie bzw. Pädiatrik (von altgriechisch παιδιατρική [τέχνη] paidiatriké [téchne] „die kinderärztliche [Kunst]“, von παῖς pais „Kind“ und ἰατρός iatros „Arzt“) zuerst 1880 im Englischen als „pediatrics“ durch William Osler.
Die vom Kinderarzt ausgeübte Kinderheilkunde wird als Fachgebiet heute als Kinder- und Jugendmedizin bezeichnet.

## Facharztweiterbildung
Die Facharztausbildung (in Deutschland Weiterbildung genannt) und die folgende Anerkennung als Facharzt für Kinder- und Jugendmedizin sind länderspezifisch durch Weiterbildungsordnungen der Landesärztekammern geregelt. Dabei dienen die organisatorischen und inhaltlichen Empfehlungen der Muster-Weiterbildungsordnung der Bundesärztekammer als Grundlage. Sie werden größtenteils aber nicht in jedem Detail berücksichtigt.

### Facharzt/Fachärztin für Kinder- und Jugendmedizin
Nach der Muster-Weiterbildungsordnung 2018 umfasst die Weiterbildung in Kinder- und Jugendmedizin die Prävention, Diagnostik, Therapie, Rehabilitation und Nachsorge aller körperlichen, psychischen und psychosomatischen Erkrankungen, Verhaltensauffälligkeiten, Entwicklungsstörungen und Behinderungen des Säuglings, Kleinkindes, Kindes, Jugendlichen und Heranwachsenden in seinem sozialen Umfeld von der pränatalen Periode bis zur Transition in eine Weiterbetreuung.
Um in Deutschland als Facharzt für Kinder- und Jugendmedizin tätig zu werden, muss man eine mindestens fünfjährige Weiterbildung absolvieren.

### Schwerpunkte im Gebiet Kinder- und Jugendmedizin
Im Gebiet Kinder- und Jugendmedizin besteht die Möglichkeit, sich nach der Anerkennung als Kinder und Jugendarzt/Kinder und Jugendärztin durch eine jeweils 24 Monate dauernde Weiterbildungszeit in den Schwerpunkten Kinder- und Jugend-Hämatologie und -Onkologie, Kinder- und Jugend-Kardiologie, Neonatologie, Neuropädiatrie zu spezialisieren:

### Zusatzweiterbildung
Außerdem sieht die Weiterbildungsordnung eine große Zahl von Zusatzweiterbildungen vor, von denen fünf eine abgeschlossene Ausbildung zum Kinder- und Jugendmediziner voraussetzen, und die Kinder- und Jugend-Orthopädie eine Zusatzweiterbildung für Fachärzte für Unfallchirurgie und Orthopädie darstellt: Kinder- und Jugend-Endokrinologie und -Diabetologie, Kinder- und Jugend-Gastroenterologie, Kinder- und Jugend-Nephrologie, Kinder- und Jugend-Pneumologie, Kinder- und Jugend-Rheumatologie
Eine eigenständige Bedeutung hat die Sozialpädiatrie, die sich mit der umfassenden Betreuung entwicklungsgestörter Kinder befasst. Sie taucht nicht als eigene Schwerpunkt- oder Zusatzweiterbildungsbezeichnung auf. Sozialpädiatrisch tätige Kinder- und Jugendmediziner sind in der Regel neuropädiatrisch weitergebildet. Dieser Fachbereich kooperiert eng mit Ärzten und Einrichtungen der Kinder- und Jugendpsychiatrie, die ein eigenständiges Fach mit eigener Weiterbildungsordnung darstellt. In der Schweiz entspricht die Sozialpädiatrie weitgehend der Entwicklungspädiatrie, die ein Schwerpunkt und Kerngebiet der Schweizer Kinder- und Jugendmedizin ist.
Ein weiteres eng an die Kinder- und Jugendmedizin gekoppeltes Fach ist die Humangenetik, ein forschendes Fach der klinischen Wissenschaften. Sie liefert einen wesentlichen Beitrag in der Diagnostik erblicher Erkrankungen. Viele Kinder- und Jugendärzte führen die Zusatzbezeichnung Humangenetik, die aber nicht allein auf die Gruppe der Kinder- und Jugendmediziner begrenzt ist.

## Kinderchirurgie und Kinderorthopädie
Die Kinder- und Jugendmedizin ist ein nicht-operierendes Fach. Die Kinderchirurgie ist wie die Kinder- und Jugendpsychiatrie eine eigenständige Spezialisierung, während die Kinderorthopädie eine Zusatzbezeichnung des Facharztes für Orthopädie und Unfallchirurgie ist.

## Geschichte
Die erste Universitäts-Kinderklinik wurde 1850 in Würzburg von Franz Rinecker begründet und von Carl Gerhardt weitergeführt. Am Ende des 19. Jahrhunderts löste sich die Kinderheilkunde als Spezialfach definitiv von der Inneren Medizin. Unter Otto Heubner entstand 1894 an der Universität Berlin ein Lehrstuhl für Kinderheilkunde. In Deutschland ging die Zahl der pädiatrischen Krankenhausbetten zwischen 1995 und 2021 von rund 25.000 auf rund 18.000 zurück.
In der Deutschen Demokratischen Republik (DDR) bestand für Fachärzte der Pädiatrie, die im schulärztlichen Bereich tätig waren, die Möglichkeit der auf einem zweijährigen Zusatzstudium basierenden Form der ärztlichen Weiterbildung zum Jugendarzt.

## Ärztliche Organisationen für Kinder- und Jugendmedizin
- Deutsche Gesellschaft für Kinder- und Jugendmedizin (DGKJ)
- Deutsche Gesellschaft für Kinder- und Jugendpsychiatrie, Psychosomatik und Psychotherapie (DGKJP)
- Deutsche Gesellschaft für Allgemeine Ambulante Pädiatrie (DGAAP)[8]
- Berufsverband der Kinder- und Jugendärzte (BVKJ)
- Deutsche Akademie für Kinder- und Jugendmedizin (DAKJ)
- European Academy of Paediatrics (EAP).[9][10]
- European Confederation of Primary Care Paediatricians (ECPCP)[11]

## Zeitschriften
- Academic Pediatrics der Academic Pediatric Association.
- Zeitschrift Kinder- und Jugendarzt, Organ des Berufsverbandes der Kinder- und Jugendärzte Deutschlands e. V., ISSN 0340-5877.
- Zeitschrift Kinderärztliche Praxis. Soziale Pädiatrie und Jugendmedizin , herausgegeben von der Deutschen Gesellschaft für Sozialpädiatrie und Jugendmedizin (DGSPJ), Verlag Kirchheim + Co, Mainz, ISSN 1432-3605.
- Zeitschrift Monatsschrift Kinderheilkunde, Organ der Deutschen Gesellschaft für Kinder- und Jugendmedizin, ISSN 0026-9298.